# 능풍군
능풍군 이명(綾豐君 李佲, 1596년~1604년 11월)은 조선 시대 중기의 왕족 종실이고, 선조의 서손자(庶孫子)이기도 하다.
그는 선조의 다섯째 서자인 정원군의 서자이며 어머니는 측실 김씨(側室 金氏)였다. 인조의 이복 아우였으며 능원대군, 능창대군의 이복 형이다. 결혼하기 전에 일찍 요절했다. 고종 때 군(君)에 추증되었다.

## 생애
선조의 다섯째 서자(庶子)인 정원군의 서자이며 어머니는 측실 김씨(側室 金氏)였다.
1601년 능풍부수(綾豊副守)에 책봉된 그는 3년 후 1604년 11월에 9세 나이로 병사(요절)하였는데 그는 1623년(인조 즉위) 3월 이복 형 인조가 반정을 일으켜 즉위한 뒤에도 군(君) 작위나 시호를 추서받지 못했다.

## 사후
1604년 11월에 요 9세로 요절한 능풍부수(綾豊副守)는 고종 때인 1872년(고종 29)에 가서야 군에 봉작되고 영종정경부사에 추증되었다. 고종은 처음 선조 서자 인성군 공의 7대손 이풍소(李酆沼)를 봉사손으로 정했다가 뒤에 고종은 인성군 공의 서손자 광천부정 증 광천군 이정(李渟)을 사후 양자로 지명하였다. 그에 따라 선조의 5대손이라서 군호를 받지 못했던 통정대부 첨지 이익훤(李益煊), 한성부서윤 이익찬(李益燦), 사간원대사간 이익선(李益烍) 등은 원종의 4대손이 되어 군호를 받게 되어 통정대부 이익훤은 신은군(愼恩君), 서윤 이익찬은 덕은군(德恩君), 대사간 이익선(李益烍)에게 한은군(漢恩君)이 각각 추증되고, 평원군 표의 서자였던 이익문(李益炆), 이익헌(李益𪺉), 이익만(李益熳)은 모두 호조참판에 추증되고 종정경을 예겸하게 하였다.
묘소는 경기도 양주 풍양현 접동면 내각리(현 경기도 남양주시 진접읍 내각리 일대)에 매장되었다고 하나, 위치가 실전되었다.

## 가족 관계
고종이 인성군 이공의 7대손 이풍소(李酆沼)를 봉사손으로 삼았다가 다시 평원군가를 입양하여 평원군의 후손들이 봉사하게 되었다.
- 조부 : 선조
- 조모 : 인빈 김씨
  - 아버지 : 정원군
  - 어머니 : 측실 김씨
    - 능풍군 이명
      - 양장자: 영풍군 이식(靈豊君 李湜, 1628년 ~ 1692년) - 생부는 능원군 이보
      - 양차자: 광천부정 증 광천군 이정(光川副正 贈 光川君 李渟, 1652년 8월 19일 ~ 1735년 3월 12일), 생부는 해령군 이급(인성군 이공의 서자)인데 광천군 이정 그의 묘소는 과천군 남면 저리(底里) 경좌에 있다 한다.
        - 양손자 : 평원군 이표(平原君 李標, 1685년 11월 24일 ~ 1725년 11월 6일), 묘소는 경기도 여주시 등신면 자가동(登新面 自家洞)에 있다.

      - 양삼자 : 성평군 이탁(星坪君 李濯, 1663년 ~ 1713년) - 인흥군의 손자이자 낭선군의 서장자(庶長子), 묘소는 경기도 포천군 영중면 거사리 소재
        - 양손자 : 동은군 이전(東恩君 李椾, 1700년 ~ 1755년), 묘소는 경기도 포천군 영중면 거사리 소재

  - 적모 : 인헌왕후 구씨(仁獻王后 具氏) - 계운궁(啟運宮), 연주군부인(連珠郡夫人)
    - 이복 형 : 능양군 종(綾陽君 倧) - 인조
    - 이복 아우 : 능원군 보(綾原君 俌)
    - 이복 제수 : 군부인 문화 류씨(文化 柳氏) 류효립(柳孝立)의 딸
    - 이복 아우 : 능창군 전(綾昌君 佺)